# Michał Tustanowski

herb Sas

Michał Tustanowski h. Sas (ur. w 1784 w Uniatyczach, zm. 21 lutego 1884 we Lwowie) – adwokat, właściciel ziemski, honorowy obywatel Lwowa.

## Życiorys
Pochodził ze szlacheckiej rodziny herbu Sas. Ukończył prawo na Uniwersytecie Lwowskim. Przez 20 lat zasiadał w lwowskiej Radzie Miejskiej (1849–1869). Był przewodniczącym Rady Adwokackiej we Lwowie. Właściciel wiosek Knihynicze, Zagórze, Wasiuczyn, Oskrzeszyńce w gminie Knihynicze, Żurawniki (rejon pustomycki). Był członkiem utworzonego w 1848 Stowarzyszenia Właścicieli Większych Posiadłości Wiejskich we Lwowie. Określany mianem seniora adwokatów lwowskich.
Żonaty z Józefą z Kulczyckich (1812–1872), miał czwórkę dzieci: Władysława (1828–1905), Juliusza (1835–1916), Emilię (1834–1896) i Sewerynę (po mężu Bartmańska).

## Odznaczenia
- Order Żelaznej Korony
- Order Franciszka Józefa
- Honorowe obywatelstwo Lwowa (11 czerwca 1863)